# Michał Nowak (muzyk)
Michał „Misiek” Nowak (ur. 10 lutego 1980 w Sosnowcu) – gitarzysta basowy.
Początkowo grał na perkusji w projektach hardrockowych (Raw Ride, Tothem). Przez krótką chwilę był członkiem zespołu Novak Band, w 2000 dołączył do trio Rebelia. Jako basista współpracował z muzykami ze Śląska, również jako muzyk studyjny. Od 2005 jest członkiem zespołu Feel (wcześniej Kupicha Band). Jest fanem amerykańskiej motoryzacji.